# Puchar CEV siatkarek (1980–2007)
Puchar CEV siatkarek (ang. CEV Cup Women) – międzynarodowe klubowe rozgrywki siatkarskie utworzone z inicjatywy Europejskiej Konfederacji Piłki Siatkowej (CEV) w 1980 roku będące trzecimi w hierarchii ważności (początkowo po Pucharze Europy Mistrzyń Krajowych i Pucharze Europy Zdobywczyń Pucharów, później po Lidze Mistrzyń i Pucharze Top Teams). Organizowane były regularnie do 2007 roku, kiedy CEV przeprowadziła reformę europejskich pucharów. Od sezonu 2007/2008 w miejsce Pucharu CEV rozgrywa się Puchar Challenge.

## Triumfatorki
| Edycja                                                | Miejsce         | 1. miejsce              | 2. miejsce                   | 3. miejsce                  |
| ----------------------------------------------------- | --------------- | ----------------------- | ---------------------------- | --------------------------- |
| 1980/1981                                             | Lohhof          | SV Lohhof               | Mobili Cesena                | 1. VC Wiesbaden             |
| 1981/1982                                             | Rheine          | USC Münster             | Lions Baby Ancona            | Ubbink/Orion Doetinchem     |
| 1982/1983                                             | Feuerbach       | CJD Feuerbach           | Pallavolo Cesena             | TG Rüsselsheim              |
| 1983/1984                                             | Feuerbach       | Victoria Village Bari   | Vic Modena                   | CJD Feuerbach               |
| 1984/1985                                             | Augsburg        | Viktoria Augsburg       | Victoria Village Bari        | Aqua Lynx Parma             |
| 1985/1986                                             | Reggio Emilia   | Nelsen Reggio Emilia    | CJD Feuerbach                | Crvena zvezda Belgrad       |
| 1986/1987                                             | Ankona          | CIV Modena              | USC Münster                  | Yoghi Ancona                |
| 1987/1988                                             | Ankara          | Yoghi Ancona            | Braglia Reggio Emilia        | Emlakbank Ankara            |
| 1988/1989                                             | Bursa           | Braglia Reggio Emilia   | Slavia Praga                 | 1. VC Schwerte              |
| 1989/1990                                             | Izmir           | Orbita Zaporoże         | SV Lohhof                    | Rapid Bukareszt             |
| 1990/1991                                             | Bursa           | Pescopagano Matera      | Braglia Cucine Reggio Emilia | VakıfBank Ankara            |
| 1991/1992                                             | Modena          | Calia Salotti Matera    | Isola Verde Modena           | VakıfBank Ankara            |
| 1992/1993                                             | Stambuł         | Colli Aniene Roma       | Eczacıbaşı Stambuł           | Yunesis Jekaterynburg       |
| 1993/1994                                             | Münster         | USC Münster             | Impresa Guadagani Agrigento  | Iskra Ługańsk               |
| 1994/1995                                             | Villebon        | Ecoclear Sumirago       | Orbita Zaporoże              | RC Villebon 91              |
| 1995/1996                                             | Ankara          | USC Münster             | Emlakbank Ankara             | Rossy Moskwa                |
| 1996/1997                                             | Rzym            | Alpa Roma               | Romanelli Florencja          | Galatasaray SK              |
| 1997/1998                                             | Miluza          | Cermagica Reggio Emilia | Medinex Reggio Calabria      | ASPTT Mulhouse              |
| 1998/1999                                             | Neapol          | Centro Ester Neapol     | Iskra Ługańsk                | Uraltransbank Jekaterynburg |
| 1999/2000                                             | Reggio Calabria | Medinex Reggio Calabria | Vicenza Volley               | Günes Sigorta Stambuł       |
| 2000/2001                                             | Vicenza         | Cividini Vicenza        | Foppapedretti Bergamo        | Sirio Perugia               |
| 2001/2002                                             | Schio           | Edison Volley Modena    | Marine Consulting Ravenna    | Proton Bałakowo             |
| 2002/2003                                             | Perugia         | Asystel Volley Novara   | Hotel Cantur Las Palmas      | Pallavolo Sirio Perugia     |
| 2003/2004                                             | Treviglio       | Foppapedretti Bergamo   | Monte Schiavo Jesi           | Caja de Ávila               |
| 2004/2005                                             | Perugia         | Pallavolo Sirio Perugia | Balakovskaia Bałakowo        | Monte Schiavo Jesi          |
| 2005/2006                                             | Turyn           | Scavolini Pesaro        | Bigmat Kerakoll Chieri       | Universidad Burgos          |
| 2006/2007                                             | Perugia         | Pallavolo Sirio Perugia | Zarieczje Odincowo           | Sant'Orsola Asystel Novara  |
| kontynuacja rozgrywek jako Puchar Challenge siatkarek |                 |                         |                              |                             |